# Swizz Beatz
Касім Дауд Дін (англ. Kasseem Daoud Dean; нар. 13 вересня 1978, Бронкс, Нью-Йорк, США), більш відомий під сценічним ім'ям Swizz Beatz ― американський хіп-хоп-продюсер і репер пуерто-риканського та афроамериканського походження.
Засновник музичного лейбла Full Surface Records. Його вважають одним із найкращих хіп-хоп продюсерів більш ніж 100 діячів культури.[яких?] Примітним є те, що він привніс мінімалістичне електронне звучання, повністю вільне від семплювання, в реп-музику, яка раніше будувалася в основному на семплах соул- та фанк-виконавців. Його пісні зазвичай дуже енергійні, хоча у свої молоді роки він був тихим мінімалістом та спірним експериментатором. За чутками, він витрачав 10-15 хвилин на одну пісню. У сучасніших роботах (таких як «Top Down») швидка суцільна фраза «Свізі» чутна спочатку і часто супроводжує вокали.

## Біографія
Swizz Beatz наполовину афроамериканець та наполовину пуерториканець, народився в Бронксі (Нью-Йорк). Саме цей район змусив його пов'язати своє життя із хіп-хопом. Пізніше він переїхав до Бріджвотера (Нью-Джерсі).

### Сімейний стан
Swizz Beatz одружився з Mashonda Tifrere-Dean у 2003 році. У 2005 році у них народився син. Mashonda — R&B виконавиця. Її можна почути в піснях «Get No Better» та «Take A Trip» репера Cassidy. Влітку 2010 року Swizz одружився зі співачкою та музиканткою Алішею Кіз, яка в жовтні того ж року народила сина. 27 грудня 2014 року Кіз народила другого сина.

### Кар'єра
Свіз займається продакшном і створенням реміксів з 1994 року, коли він почав співпрацювати з Ruff Ryders, Roc-A-Fella Records, Elektra Records, Epic Records, Def Jam Recordings, і Bad Boy Entertainment. Отримав визнання після співпраці з DMX над треком «Ruff Ryders' Anthem» в 1998 році.
Дін спродюсував безліч хіт-синглів для низки відомих виконавців у різних музичних жанрах, таких як хіп-хоп, поп, соул, рок та R&B. Його кар'єра налічує більше двох десятиліть, і його каталог включає «Ruff Ryders' Anthem», «Party Up (Up in Here)» (DMX), «Gotta Man» (Eve), «Jigga My Nigga», «Girl's Best Friend» (Jay-Z), «Upgrade U», «Check on It», «Ring the Alarm» (Beyoncé), «Good Times» (Styles P), «Bring 'Em Out», «Swing Ya Rag» (T.I.), «Hotel», «I'm a Hustla» (Cassidy), «Touch It» (Busta Rhymes), «Ultralight Beam» (Kanye West) та інші.
Swizz Beatz має власний лейбл для продюсування Full Surface і на цю мить він працює над альбомами Mariah Carey, 2 Much, 50 Cent, Lil Mama, Drag-On, G-Unit, Madonna, Usher, Papoose, Ja Rule, Busta Rhy Knowles, The Lox, Ruff Ryders, Beyonce Knowles, Eve, та Mary J. Blige.
Swizz Beatz випустив свій перший сольний альбом One Man Band Man 21 серпня 2007 року.
19 жовтня 2007 року, як доповнення до свого першого альбому, Свізз запустив конкурс Music Video 2.0 і журнал The Source представив «Share the Studio». Непідписані та інді виконавці, які конкуруватимуть на офіційному сайті Music Video 2.0 — шанс відкрити нові таланти.
У 2018 році випускає другий альбом Poison.
У березні 2020 року Дін разом із Timbaland запустив дуже популярну серію вебтрансляцій Verzuz у Instagram. У 2021 році за свою роботу над Verzuz вони обидва з'явилися в Time 100, щорічному списку 100 найвпливовіших людей світу за версією Time.

## Цікаві факти
- Swizz Beatz володіє картиною «The Dingoes That Park Their Brains with Their Gum» художника Жан-Мішеля Баскія.
- Swizz Beatz заявляв, що продаж спродюсованих ним записів перевищує 100 мільйонів копій.
- Трек Swizz Beatz увійшов до саундтреку гри Madden 08.

## Фільмографія
| Рік  | Фільм                | Оригінальна назва  | Роль         |
| ---- | -------------------- | ------------------ | ------------ |
| 2014 | Тупий і ще тупіший 2 | Dumb and Dumber To | Лідер ніндзя |

## Дискографія
- Swizz Beatz Presents G.H.E.T.T.O. Stories (2002)
- One Man Band Man (2007)
- Poison (2018)